# Siratus
Siratus là một chi ốc biển, là động vật thân mềm chân bụng sống ở biển trong họ Muricidae, họ ốc gai.

## Các loài
Các loài thuộc chi Siratus bao gồm:
- Siratus aguayoi (Clench & Perez Farfante, 1945)[3]
- Siratus alabaster (Reeve, 1845)[4]
- Siratus articulatus (Reeve, 1845)[5]
- Siratus beauii (Fischer & Bernardi, 1857)[6]
- Siratus bessei (Houart, 2000)[7]
- Siratus cailletti (Petit, 1856)[8]
- Siratus carolynae (Vokes, 1990)[9]
- Siratus caudacurta (Houart, 1999)[10]
- Siratus caudacurtus (Houart, 1999)[11]
- Siratus ciboney (Clench & Perez Farfante, 1945)[12]
- Siratus colellai (Houart, 1999)[13]
- Siratus coltrorum (Vokes, 1990)[14]
- Siratus consuela (A. H. Verrill, 1950)[15]
- Siratus consuelus (Verrill, 1950)[16]
- Siratus formosus (Sowerby, 1841)[17]
- Siratus guionneti (Merle, Garrigues & Pointier, 2001)[18]
- Siratus hennequini (Houart, 2000)[19]
- Siratus lamyi Merle & Garrigues, 2008[20]
- Siratus motacilla (Gmelin, 1791)[21]
- Siratus perelegans (Vokes, 1965)[22]
- Siratus pliciferoides (Kuroda, 1942)[23]
- Siratus senegalensis (Gmelin, 1791)[24]
- Siratus springeri (Bullis, 1964)[25]
- Siratus tenuivaricosus (Dautzenberg, 1927)[26]
- Siratus thompsoni (Bullis, 1964)[27]
- Siratus vokesorum (Garcia, 1999)[28]

## Hình ảnh

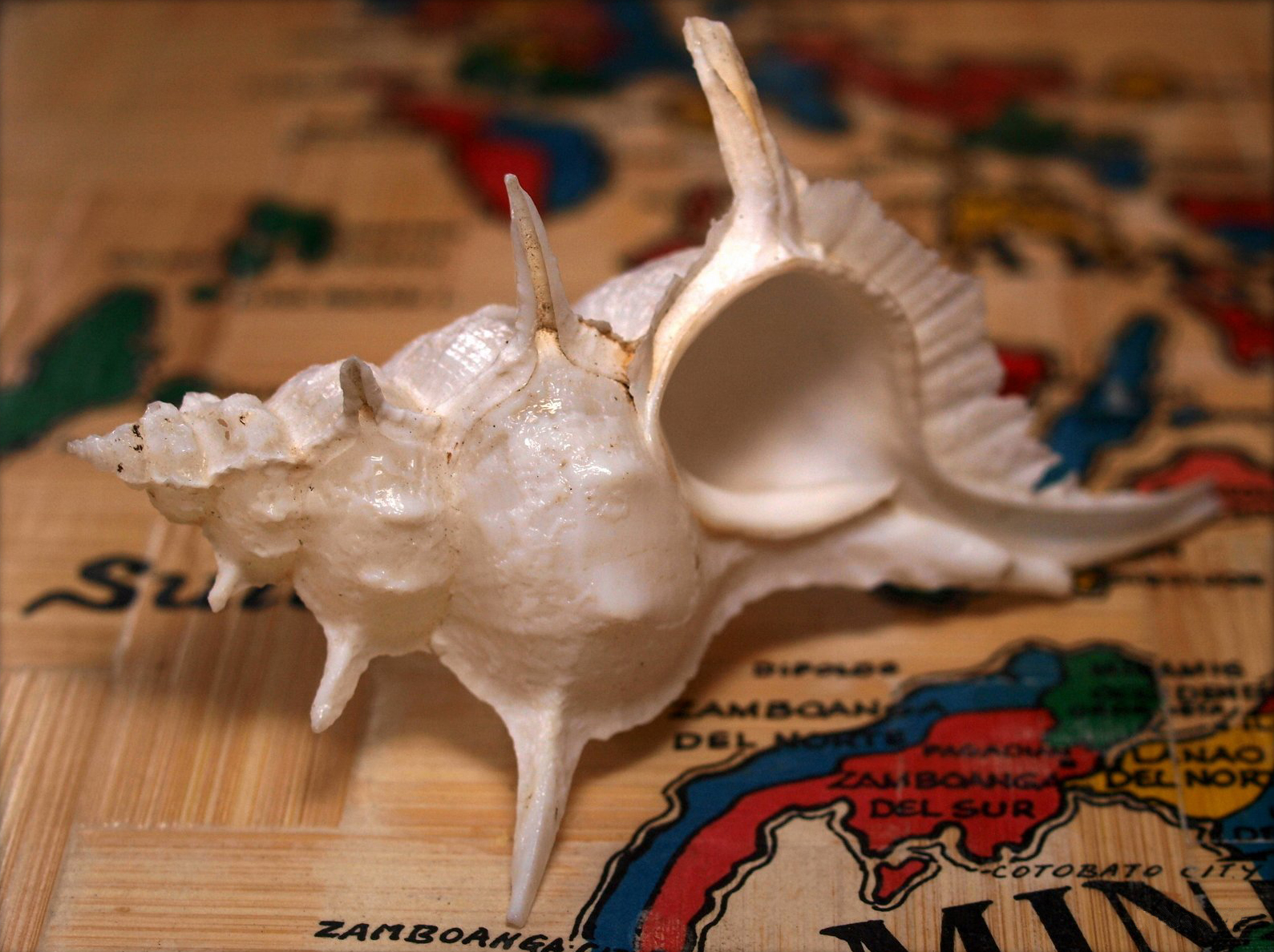
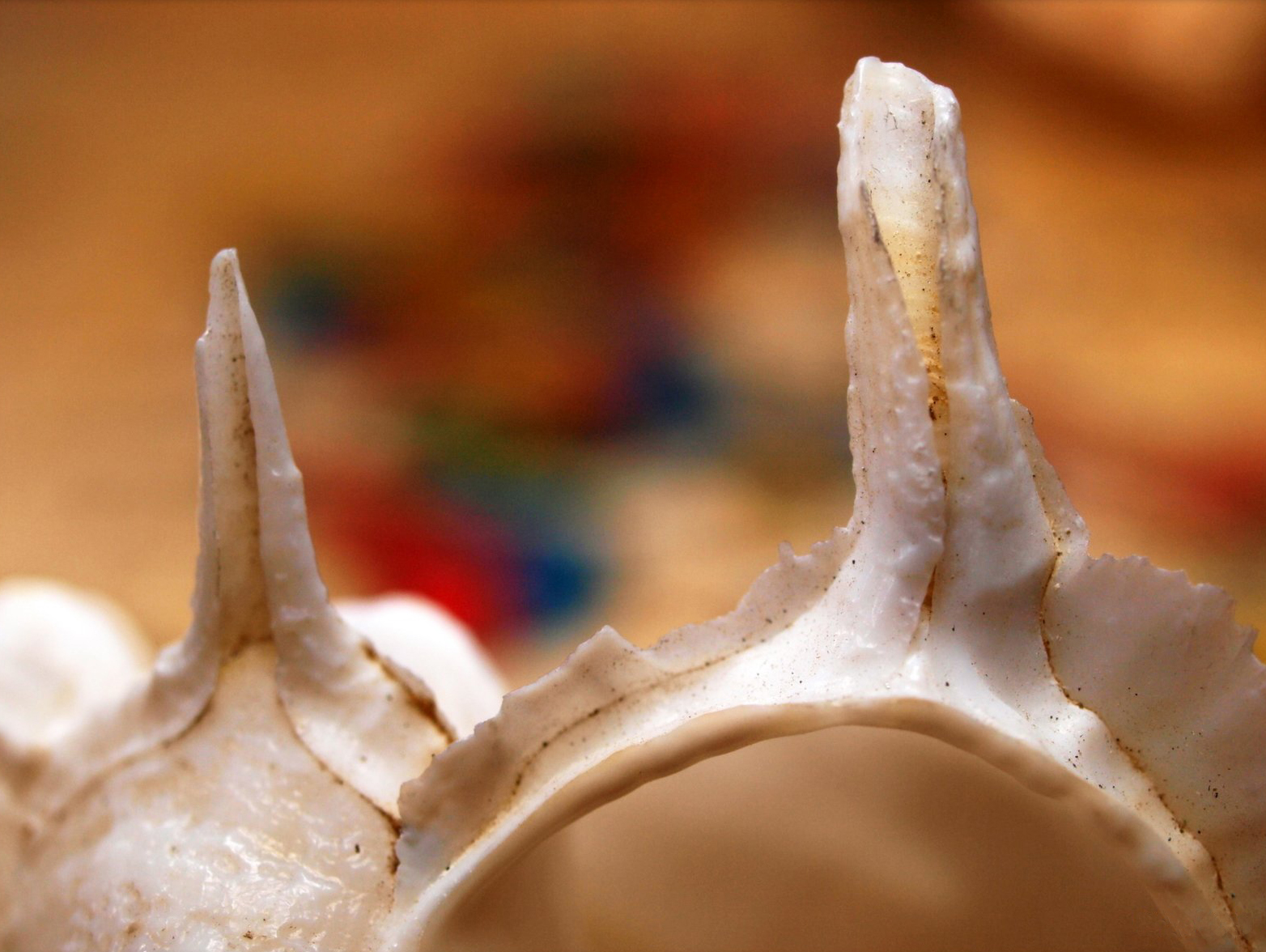
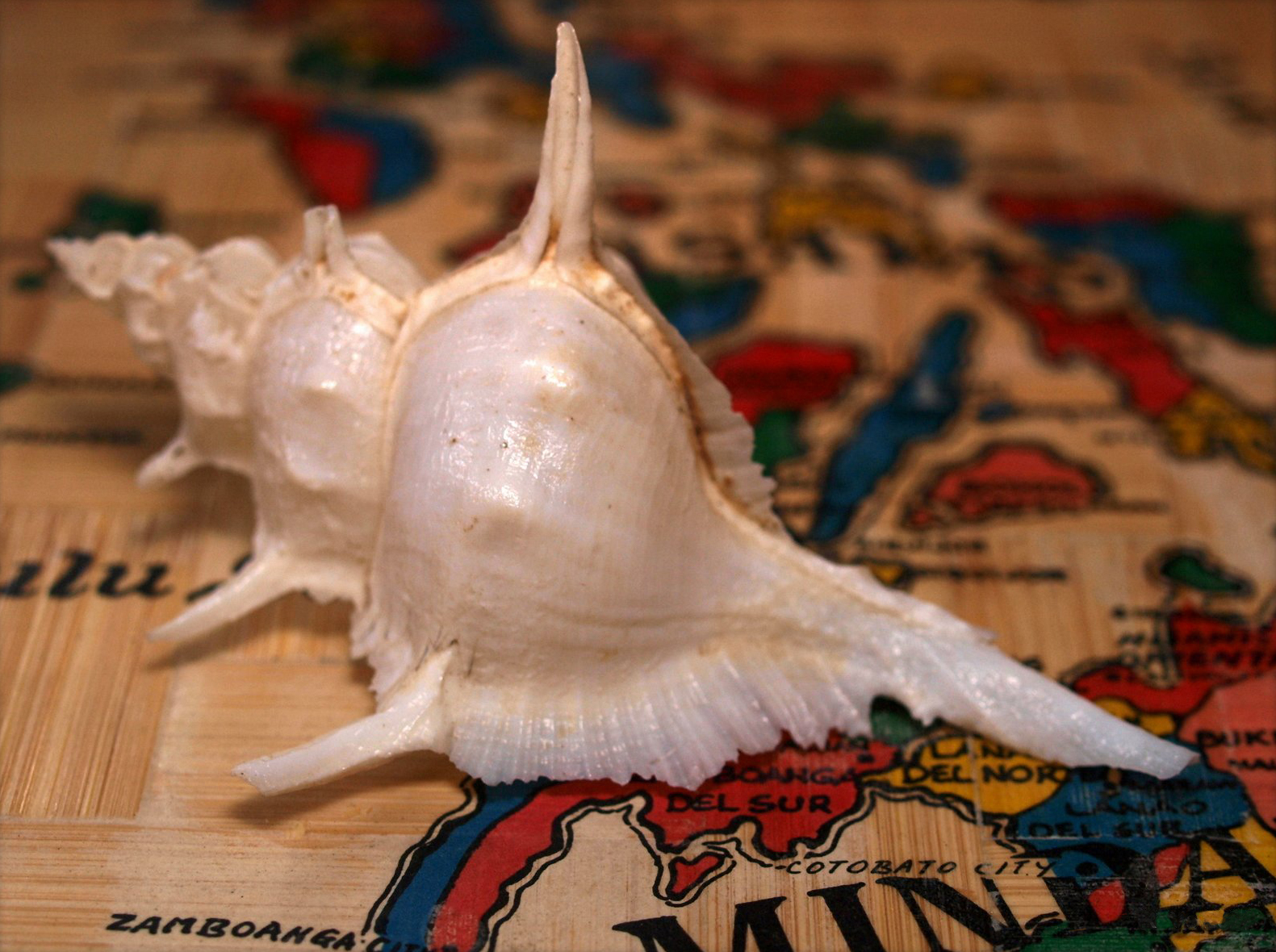
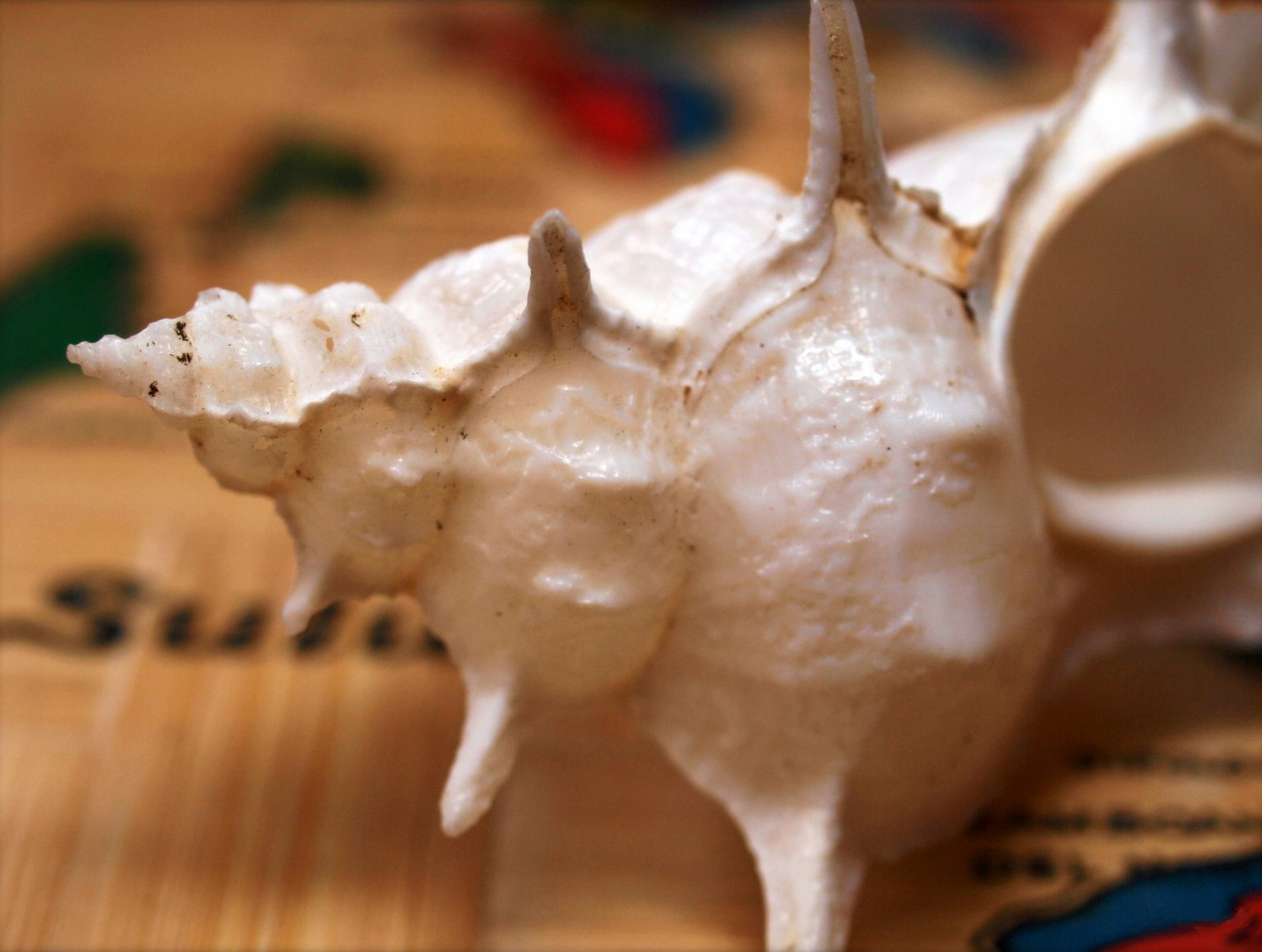